# Tadeusz Skóra
Tadeusz Skóra (ur. 14 czerwca 1928 w Strupinie Dużym, zm. 25 listopada 2014 w Warszawie) – polski polityk i sędzia, wiceminister sprawiedliwości od 15 marca 1972 do 16 czerwca 1989.

## Życiorys
Syn Jana i Stanisławy. W marcu 2006 Główna Komisja Ścigania Zbrodni przeciwko Narodowi Polskiemu IPN postawiła go w stan oskarżenia za popełnienie zbrodni komunistycznej (udział we wprowadzeniu stanu wojennego 13 grudnia 1981). Od września 2008, zasiadał na ławie oskarżonych w toczącym się w tej sprawie przed warszawskim Sądem Okręgowym procesie. Na ławie oskarżonych zasiedli także: b. I sekretarz KC PZPR i premier gen. Wojciech Jaruzelski, b. I sekretarz KC PZPR Stanisław Kania, b. minister obrony narodowej gen. Florian Siwicki, b. minister spraw wewnętrznych gen. Czesław Kiszczak, oraz b. członkini Rady Państwa Eugenia Kempara. W procesie Skóra miał postawiony zarzut podżegania członków Rady Państwa do złamania konstytucji, za co groziła mu kara do 3 lat pozbawienia wolności. W grudniu 2008 Sąd Okręgowy w Warszawie wyłączył jednak Tadeusza Skórę z procesu w związku z nieuchyleniem jego immunitetu sędziowskiego. Orzekał w Sądzie Okręgowym w Lublinie.